# Доник Юрій Анатолійович
Юрій Анатолійович Доник (нар. 24 липня 1991, с.  Іванівка,  Богуславського р-ну,  Київської обл., Україна) — український актор театру і кіно, телеведучий, ведучий Zdybanka show на YouTube [Архівовано 12 березня 2020 у Wayback Machine.]

## Життєпис
Народився 24 липня 1991 в селі  Іванівка на Богуславщині  Київської області. Спочатку навчався в Іванівському НВК. П'ять класів закінчив в Іванівці, а потім поїхав навчатися на батьківщину  Тараса Шевченка, в Шевченківську спеціалізовану школу-інтернат з поглибленим вивченням гуманітарно-естетичного профілю (с.  Шевченкове, Черкаська область). Саме в цій школі почав свої перші кроки у мистецтві під керівництвом викладача з театральної майстерності - Гулак Тамари Вікторівни.
Після закінчення школи (2008 р.), вступив до  Київського національного університету театру, кіно і телебачення ім. Карпенка-Карого, на факультет "актор драматичного театру і кіно". Навчався в майстерні народного артиста України  Олега Шаварського

## Творчість
Після закінчення театрального університету працював в Київському академічному музично-драматичному театру імені П. К. Саксаганського (м. Біла Церква 2012-2015р.р.).

### Ролі в театрі
- Божевільний день, або Одруження Фігаро — Фігаро
- Кайдашева сім'я — Лаврін
- Тато в павутині — Гейвін Сміт
- Так закінчилося літо — Джеф
- Амількар. Рахунок за почуття — Поло
- Ханума — Коте
- За двома зайцями - друг Голохвостого
- Бременські музиканти — Блазень
- Рапунцель - Флін Райдер
- Попелюшка — Принц
- Історія коня — Хор-табун

### Ролі в кіно
- 2017 — Жіночий лікар-3 — Антон
- 2016 — Центральна лікарня — Андрій
- 2014 — Швидка допомога — футбольний фанат
- 2013 — Без права на вибір — солдат
- 2012 — Страсти по Чапаю — епізод

## Ведучий
З 2015 року є ведучим багатьох концертних шоу-програм, фестивалів,  урочистих та святкових заходів, серед яких:
- Київ-етно-мюзік-фест  "Віртуози  фолку"
- Коронація слова
- Молода КороНація
- Всеукраїнська акція "Мова об'єднує"
- Міжнародний турнір з грекоримської, вільної та жіночої боротьби,присвяченого видатним українським борцям — чемпіонам Європи, світу та Олімпійських ігор ( Палац Спорту)
- Турнір з рукопашного бою на кубок Президента України ( Палац Спорту)
- Benefit Odessa fitness festival (Одеса)
- День молоді Youth Day (Київ)
- День міста (Біла Церква)
- Studway Awards
- Vira Fest (Чигирин, Черкаська область)
- Studmiss Ukraine
- Фан-зона Євробачення: Ретроспектива головного пісенного конкурсу Європи (Поштова площа, Київ)

Працював ведучим на  8-му каналі.

## Zdybanka show
З лютого 2020 року ведучий "Zdybanka show" на YouTube [Архівовано 12 березня 2020 у Wayback Machine.].
- 1-й випуск -  Дар'я Петрожицька та гурт The Doox
- 2-й випуск -  Євген Ламах та Ілля Резніков ( гурт LETAY)
- 3-й випуск -  Марина Д'яконенко та гурт  GG ГуляйГород
- 4-й випуск -  Тарас Цимбалюк,  Антоніна Хижняк та SHY
- 5-й випуск -  Наталія Бабенко та гурт Gorim
- 6-й випуск -  Марк Лівін та Юра Самовілов (hurtom)
- 7-й випуск -  Павло Коробчук та музичний проєкт Тонка